# Вацак Геннадій Анатолійович
Вацак Геннадій Анатолійович (нар. 9 лютого 1972, Могилів-Подільський, Вінницька область, УРСР) — український підприємець. Народний депутат IX скликання від депутатської групи «Довіра». Володіє Кондитерським Домом «Вацак», що випускає кондитерські вироби. Геннадій Вацак потрапив у розслідування Bihus.info щодо закупівель люксових автомобілів у час повномасштабного вторгнення Росії в Україну, зокрема на початку 2023 р. на баланс компанії Геннадія «Вацак» було поставлено Rolls-Royce Cullinan у версії Black Badge 2023 року випуску зі стартовою ціню від $700 тис.
Народний депутат України IX скликання. Член депутатської групи «За майбутнє», у 2020 році увійшов до складу депутатської групи «Довіра». Секретар Комітету Верховної Ради з питань транспорту та інфраструктури.

## Біографія
Народився 9 лютого 1972 року в місті Могилів-Подільський Вінницької області. Має професійно-технічну освіту. Після школи вступив до Могилів-Подільського медичного технікуму, який закінчив у 1991 році. До 1994 року працював фельдшером дитячої лікарні. З 1995 року по 1999 рік працював офіціантом у ресторані.
Володіє підприємством Кондитерським Домом «Вацак», що випускає кондитерські вироби. Також 2018 року заявив, що планує розпочати будівельний бізнес, побудувавши 4 заводи в Могилеві-Подільському.

### Політична діяльність
2015 року обраний депутатом Вінницької обласної ради від Блоку Петра Порошенка. Секретар постійної комісії обласної Ради з питань законності, боротьби з корупцією, люстрації, регламенту та депутатської діяльності. Його помічницею є Фоменко Тетяна Анатоліївна. Геннадія Вацака вважають одним з найбагатших депутатів Вінниччини.
У 2019 році балотується до Верховної Ради України по одномандатному округу № 16 (м. Могилів-Подільський, Крижопільський, Могилів-Подільський, Піщанський, Чечельницький, Ямпільський райони) як безпартійний самовисуванець. На час виборів: директор департаменту маркетингу ТОВ "Кондитерський Дім «Вацак», безпартійний. Проживає в м. Могилів-Подільський Вінницької області.
17 грудня 2020 року проголосував «ЗА» призначення міністром освіти і науки плагіатора Шкарлета С. М., проти якого навіть виступав профільний комітет.
22 липня 2025 року голосував за закон України 12414 який був ухвалений з порушенням Регламенту Верховної Ради України та підпорядкував НАБУ та САП Генеральному прокурору і викликав масові протести.

### Автопарк
У 2008 році володів автомобілем «Хамер», який до 2013 року продав. Потім став їздити на BMW X6 2009 року. Далі змінив BMW X6 на Maserati Quattroporte Q4 і Jaguar F-Type.
Розслідування Bihus.info від вересня 2023 р. підтвердило, що компанія Геннадія «Вацак», у час повномасштабної війни Росії проти України, придбала Rolls-Royce Cullinan у версії Black Badge 2023 року випуску зі стартовою ціню від $700 тис.

### Благодійна діяльність
У 2016 році відкрив дитячу шахову школу «Вацак» у Могилеві-Подільському. Підтримує спортивний клуб «Спартак-Вацак», клуб отримав кубок Вінниччини з кікбоксингу у 2016 році. Спорудив 40-метровий фонтан на Майдані Шани у Могилеві-Подільському.
У 2013 році переміг у номінації «Благодійник: малий бізнес (в тому числі фізична особа — підприємець)» Національного конкурсу «Благодійна Україна — 2013».

### Критика
За даними ЗМІ здійснював підкуп виборців. Зокрема протягом 11—13 червня 2019 року самовисуванець Геннадій Вацак відкрив три фотозони «Я люблю своє місто/село» в Городківці, Піщанці та Крижополі. Відкриття супроводжувалися розвагами, конкурсами та частуванням солодощами. Вацак також профінансував організацію турніру зі змішаних єдиноборств (ММА) в місті Ямпіль Вінницької області й роздавав грошові премії бійцям, солодощі бійцям та мешканцям міста. У червні 2019 року самовисуванець Геннадій Вацак започаткував соціальну акцію «Бачити краще» для мешканців 16 виборчого округу (Вінницька область).
Геннадій Вацак купив 5 авто та не вніс до декларацій суттєвих змін до майнового стану вчасно.

## Сім'я
- Дружина — Вікторія.
- Діти — 2 сини (Владислав 1995 р.н. і Станіслав 2002 р. н.)[18]. Син Владислав одружився 2018 року, його пишне весілля висвітлювалося в Вінницькій регіональній пресі через участь у розважанні гостей співачки Ольги Полякової[12].